# Да сюэ

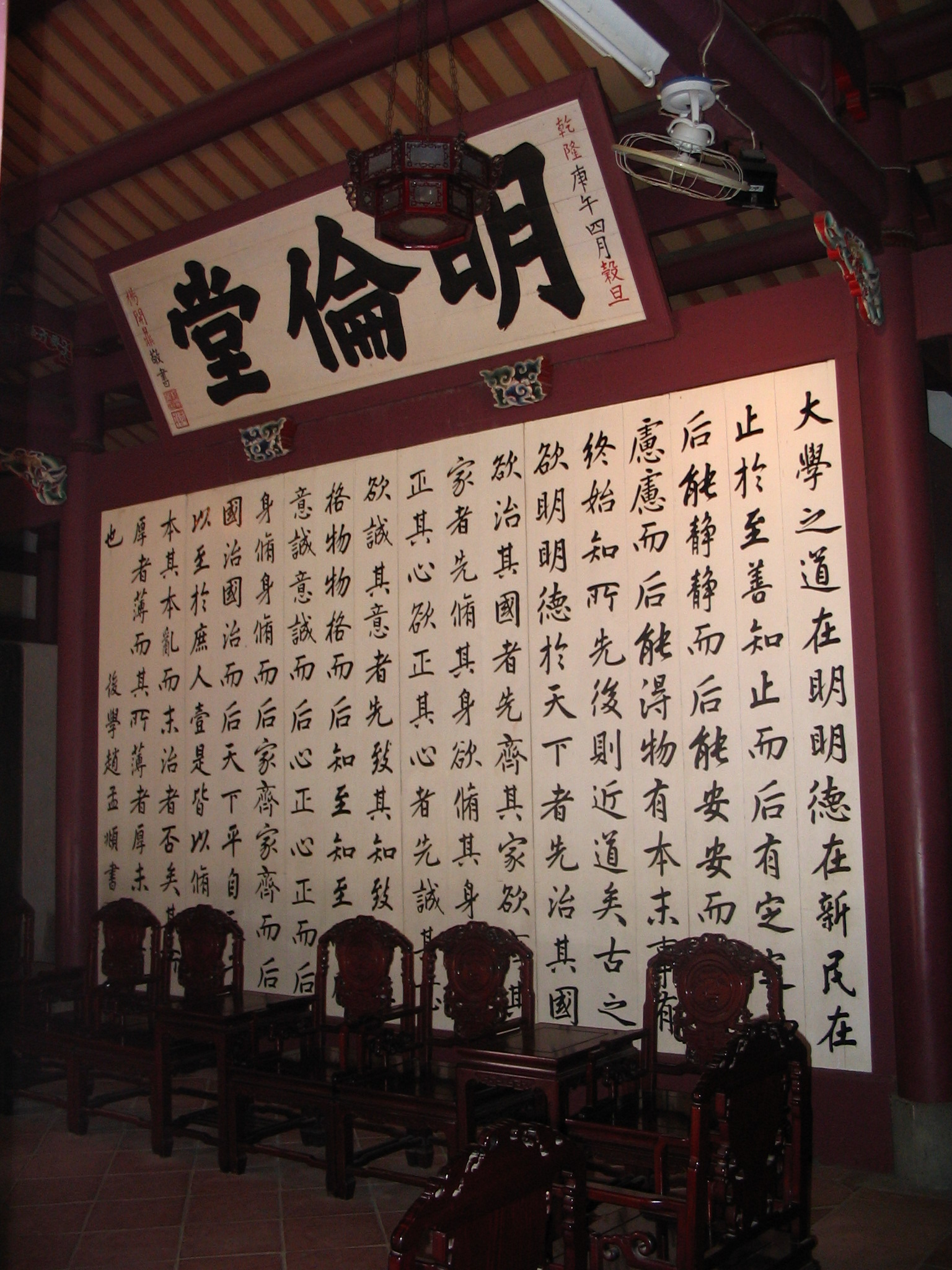
Воспроизведение каллиграфии Да сюэ династии Юань, каллиграф Чжао Мэнфу в конфуцианском храме в Тайнань, Тайвань

Да сюэ (大學: великое учение) — один из текстов конфуцианского Четверокнижия. Содержит 1755 иероглифов. Написан в V—III вв. до н. э. Первоначально текст считался частью книги Ли цзи. С 1030 года данный текст преподносился сдавшим экзамены. В эпоху Чжу Си текст стал восприниматься как часть конфуцианского канона. Текст имеет этический и социально-политический характер, проповедует «три цели» (сань ган-лин) и «восемь этапов» (ба тяо-му). Да сюэ акцентирует золотое правило морали, принцип жэнь (гуманность).
В XVII веке иезуиты перевели в Париже текст на латынь.

## «Три устоя»
1. «высветление светлой благодати» (мин мин дэ),
2. «породнение с народом» (цинь минь)
3. «остановка на совершенном добре» (чжи юй чжи шань);

## «Восемь основоположений»
1. «выверение вещей» (гэ у)
2. «доведение знания до конца» (чжи чжи)
3. «обретение искренности помыслов» (чэн и)
4. «исправление сердца» (чжэн синь)
5. «усовершенствование личности» (сю шэнь)
6. «выравнивание семьи» (ци цзя)
7. «приведение в порядок государства» (чжи го)
8. «уравновешение Поднебесной» (пин Тянь-ся)